# Omega lithium
Omega Lithium – chorwacka grupa muzyczna. Od początku istnienia kwalifikowana jest do gatunku Neue Deutsche Härte. Została założona w 2007 roku i należy do Drakkar Entertainment, będącego częścią Sony BMG. Debiutancki album zespołu, Dreams in Formaline został wydany 18 września 2009.
Pierwszy singiel z płyty nazywał się Stigmata. W serwisie YouTube utwór miał ponad ćwierć miliona wyświetleń, co jest największym wynikiem jeśli chodzi o debiutanckie utwory w tym gatunku muzycznym.

## Dyskografia
- Andromeda (EP, 2007)
- Dreams in Formaline (2009)
- Kinetik (2011)